# D3-as autópálya (Szlovákia)
A D3-as autópálya (korábban: D18-as autópálya) Szlovákia egyik autópályája, melynek teljes hossza 58,8 km, jelenleg (2017) Zsolnáig tart, és a tervek szerint 2026-ban Sziklaszorosig fog vezetni, Lengyelország határához. Az út az E50-es és a E75-ös európai út része.
A munkálatok 1996. április 24-én kezdődtek meg és a tervek szerint 2026-ra el kell készülnie a teljes szakasznak. Az autópályán összesen 5 alagút található, ebből 3 járható.